# 新・桃太郎侍
『新・桃太郎侍』（しん ももたろうざむらい）は、2006年7月25日より9月5日まで毎週火曜日19:00 - 19:55に、テレビ朝日系列の「火曜時代劇」枠で放送されていた日本の時代劇。主演は髙嶋政宏。

## 概要
高嶋政宏扮する主人公の浪人・桂木新二郎（通称・桃太郎）が、正直に生きる庶民たちに理不尽な思いを強いる悪の権力者を成敗していく。高橋英樹が桃太郎を演じた日本テレビ版の流れをくみながらも、時代劇のストーリーに現代の要素を取り入れていたり（桃太郎のぐうたらで女好きなキャラクターや、矢場「あたり矢」で働く女性たちなど）、中村玉緒演じる千代との親子関係が大きくクローズアップされているのが特徴である。桃太郎侍の特徴である「数え歌」の決め台詞はない。最終話となる第八話では、高嶋の妻である女優、シルビア・グラブとの夫婦共演も実現している。

## キャスト

### レギュラー
桃太郎（桂木新二郎）
演 - 髙嶋政宏
仕官もせず、家を出て遊び回り気ままに生きる素浪人。千代の待つ家がありながら、「あたり矢」で用心棒兼居候をしている。よく泣き、美女に目がない一方、正義感に強く、怒るとめっぽう強くなる。第二話で、千代とは実の親子でないことを知ってしまうが、血のつながりはなくとも、心のつながりのある千代を「あなたは本当の母上」とより強く慕うようになる。正体は丸亀藩の若殿・若木新太郎の双子の弟・新二郎。
数え唄が無い代わりに最後の一人（黒幕）が時に剛刀・天魔不動剣の刃を横に向け、「天魔不動剣に映りし貴様の姿、鬼に見えたり!」という口上の後、鬼の形相で黒幕を斬り倒し、「母上…、斬り捨てたのは皆、人の姿をした…『鬼』でございます」と呟いて終わる形になっている。
若木新太郎
演 - 高嶋政宏（二役）
四国・丸亀藩の若殿で、桃太郎と瓜二つ。実は桃太郎の双子の兄。
最終話で桃太郎との入れ替わりの際、お葉だけは見抜かれた。
お葉
演 - 富田靖子
矢場「あたり矢」の女将。桃太郎を居候させている。第五話で、ある事情から行き倒れとなり、「あたり矢」の前で先代の女将に助けられた過去が明らかとなる。千代と顔見知りであるが、彼女が桃太郎の母であることは知らない。
蓑吉
演 - ヒロミ
瓦版屋。お葉に惚れていて、桃太郎に対抗心を持っている。しかし、彼からもたらされる情報が役立ち、桃太郎たちが関わる人たちの諸事情の真相に近づくこととなる。
松吉
演 - 宮下直紀
「あたり矢」の下足番。身なりと違いオネエ言葉を使っているが、切れると突如男言葉に戻り、凄むことも。
神島伊織
演 - 津村鷹志
丸亀藩江戸家老。城代家老・右田外記からの密命で、新二郎と千代を密かに見守る。千代にとっては江戸で唯一心許せる存在。
上州屋亀八
演 - 浪花勇二
ならずもの。桃太郎の肝心な時に何かと邪魔ばかりするが、いつしか桃太郎を兄弟だと勝手に慕い始める。「俺には300人の子分がいる」が口癖。最終話で黒崎にさらわれたお袖を助けようと単身乗り込んだが、返り討ちに遭い、絶命。
伊之助
演 - 左とん平
桂木家で下働きをしている。その昔、「猿の喜十（ましらのきじゅう）」と呼ばれた盗賊だったが、千代と出会って改心し、盗賊稼業から足を洗った。昔とった杵柄で、桃太郎が関わる人たちの事情を探るために、さまざまな場所に潜伏し、得た情報を桃太郎に伝えている。千代の話を偶発的に盗み聞いてしまい、千代と桃太郎の関係、そして桃太郎の出生の秘密を知る事になる。
千代
演 - 中村玉緒
桃太郎を女手一つで育て上げるも、放蕩息子の将来を案じている。かつては丸亀藩城代家老・右田外記に腰元として仕えていたが、双子を忌み嫌う当時の慣わしで殺されるところだった新二郎（＝後の桃太郎）を右田より託され江戸へ。薙刀の名手。お葉と顔見知りであるが、彼女が女将をつとめる「あたり矢」に、家を出ては桃太郎が居ついていることは知らない。第二話で自分が本当の母親ではない事を、遂に桃太郎に知られる事になるが、それは逆に桃太郎との絆を深め、彼から「あなたは本当の母上」と言われるまでになる。
- おきく - 竹本聡子
- おやえ - 山内明日
- おその - 清水あすか
- おちえ - 清水美里
- おしん - 岡崎絵里子
- おうめ - 田中美鈴
- おきん - 坂本真衣

それぞれに事情を抱え、「あたり矢」にやってきて働くようになった女の子たち。

### ゲスト
第一話 「天に代って鬼退治!! 鬼より恐い母の愛」
- おとせ - 羽田美智子
- 矢嶋兵庫 - 江藤漢斉
- 戸田新三郎 - 谷口高史
- 筒井京之助 - 北原雅樹
- 山村五郎太 - 鈴木省吾
- 徳松 - 田口主将
- 誠之助 - 杉山翔哉
- 黒川久兵衛 - 白井滋郎
- 木谷兵助 - 浜田隆広
- 木下通博、いわすとおる、吉田輝生、小泉敏生

第二話 「母の秘密と鬼退治! 堕ちた女の恋心」
- おれん - メイサツキ
- 仙之助 - 松田洋治
- 大黒屋藤兵衛 - 沼田爆
- 矢八 - 坂田雅彦
- 津山源太夫 - 新納敏正
- 野上総十郎
- 新村あゆみ、結城市朗、前川恵美子、東篠寿浩、山根誠示

第三話 「桃さんVS金さん!? 父に誓った涙の友情…」
- 大岩金太郎 - 高知東生
- 大岩早苗 - 今村恵子
- 木田主膳 - エド山口
- おみつ - 田島穂奈美
- 夏山十兵衛 - 柴田善行
- 森野利三 - 青木哲也
- 清三 - 山上賢治
- おちか - 西本利久
- 波多野博、藤沢徹衛、大林菜穂子、松永吉訓

第四話 「美しき偽りの花嫁!! 徳川御三家の甘い罠」
- 玖美（おくみ） - 芳賀優里亜
- 井筒屋伝兵衛 - 団時朗
- 由之介 - 榊英雄
- 岩尾仙次郎 - 石倉英彦
- 萱島忠左衛門 - 西沢利明
- 池田謙治、川鶴晃裕、久保田光男、垣貫卓士、濱田みつや、藤枝政巳、池田貴宏、石川栄二、高野由味子、杉山幸晴

第五話 「オランダ屋敷の謎!? 騙された人買い女!」
- おみね - 川上麻衣子
- 辰巳屋与兵衛 - 石立鉄男
- 竜次 - 萩野崇
- 江川頼母 - 大谷亮介
- おなつ - 不二子
- 木下通博、野々村仁、平井三智栄、北沢光雄、中川峰男、櫻井忍

第六話 「毒殺された奥女中!! 姫君の秘めた決意!?」
- おまつ（松姫） - 星井七瀬
- 向井嘉門 - 原田大二郎
- 久保田又四郎 - 東根作寿英
- 押上の宗兵衛 - 四方堂亘
- 瓜売り - 今林久弥
- 大森勘兵衛 - 細川純一
- 影山大吾 - 大森貴人
- 美好屋甚兵衛 - 桂小金治
- 山口幸晴、高橋弘志、大音奈々、中川峰男、櫻井忍

第七話 「岡っ引き殺し!? 不良少年の恋」
- 源太 - 杉浦太陽
- 西崎 - 春田純一
- 森山与四郎 - 立川三貴
- 庄七 - 中西良太
- 辰三 - 山口良一
- おさよ - 柊瑠美
- 近江屋九右衛門 - 本城丸裕
- 伝次 - 若林謙
- 東広宣、藤沢徹衛、北村明男、司裕介、吉田輝生、櫻井忍

最終話 「入れ替わった若君!? これが最後の鬼退治」
- お志津 - シルビア・グラブ
- お袖 - 三浦理恵子
- 黒崎陣太夫 - 清水綋治
- 鳴海屋佐吉 - 石山輝夫
- 高木庫之助 - 伊藤洋三郎
- 今井十郎 - 夏原遼
- お万 - 田村友里
- 西村匡生、吉田輝生、櫻井忍、越中晃一、北沢光雄、山本道俊、木谷邦臣

## スタッフ
- 原作 - 山手樹一郎「桃太郎侍」（嶋中文庫刊）
- 脚本 - 奥村俊雄、岡本さとる、いずみ玲
- 音楽 - 中村幸代
- 監督 - 吉田啓一郎、石川一郎、山下智彦
- 主題歌 - 吉川晃司「サバンナの夜」（徳間ジャパンコミュニケーションズ）
- チーフプロデューサー - 田中芳之（テレビ朝日）
- プロデューサー - 川田方寿（テレビ朝日）、上阪久和（東映）、横塚孝弘（東映）
- 製作 - テレビ朝日、東映

## 放送日程
- 第7話は関東ローカルで10:30 - 11:25に放送（→後述）。

| 各話                                                       | 放送日        | サブタイトル                          | 脚本       | 監督       | 視聴率 |
| ---------------------------------------------------------- | ------------- | ------------------------------------- | ---------- | ---------- | ------ |
| 第1話                                                      | 2006年7月25日 | 天に代って鬼退治!! 鬼より恐い母の愛   | 奥村俊雄   | 吉田啓一郎 | 9.5%   |
| 第2話                                                      | 2006年8月01日 | 母の秘密と鬼退治! 堕ちた女の恋心      | 奥村俊雄   | 吉田啓一郎 | 7.4%   |
| 第3話                                                      | 2006年8月08日 | 桃さんVS金さん!? 父に誓った涙の友情…  | 岡本さとる | 石川一郎   | 6.4%   |
| 第4話                                                      | 2006年8月15日 | 美しき偽りの花嫁!! 徳川御三家の甘い罠 | いずみ玲   | 石川一郎   | 7.0%   |
| 第5話                                                      | 2006年8月22日 | オランダ屋敷の謎!? 騙された人買い女!  | 奥村俊雄   | 山下智彦   | 6.9%   |
| 第6話                                                      | 2006年8月29日 | 毒殺された奥女中!! 姫君の秘めた決意!? | 岡本さとる | 山下智彦   | 5.4%   |
| 第7話                                                      | 2006年9月05日 | 岡っ引き殺し!? 不良少年の恋           | いずみ玲   | 吉田啓一郎 | 3.6%   |
| 最終話                                                     | 2006年9月05日 | 入れ替わった若君!? これが最後の鬼退治 | 奥村俊雄   | 吉田啓一郎 | 7.0%   |
| 平均視聴率 6.65%（視聴率は関東地区・ビデオリサーチ社調べ） |               |                                       |            |            |        |

## 第七話と第八話の放送について
当初の予定では、第七話を9月5日、第八話を9月12日に放送することになっていた。しかし、第六話の放送終了後に急遽その放送日時が変更となった。放送翌日の秋篠宮妃紀子の出産に伴い、第八話の放送予定日だった9月12日に、命名の儀がとり行われることとなり、その特番が放送されたためである。キー局であるテレビ朝日では、9月5日の10:30 - 11:25に第七話、9月5日の19:00 - 19:55に第八話が放送された。しかし、それ以外の系列局では、第七話の放送予定日に第八話が放送されただけで、第七話は放送されなかった局が多い。

## 系列局での扱い
- 広島ホームテレビでは、毎月最終火曜日に自社制作番組「ひろしま菜'S」を放送するため、その週の土曜16:00 - 17:00に代替放送する。なお、代替放送もスポンサードネットとなる。（「ひろしま菜'S」はスポンサーが異なる（JAグループ広島一社提供）ため）
- 北陸朝日放送では、自社制作番組「Doki Doki てれび」「HAB健康の館」をそれぞれ月1回放送するため、その週は後日に代替放送する。
- 青森朝日放送では、自社制作番組「マサックのスーパー実験室」を2006年8月15日に放送した関係で、その週は後日に代替放送となった。